# Arentim
Arentim is een plaats (freguesia) in de Portugese gemeente Braga en telt 1 040 inwoners (2001).